# Sibbaldia emodi
Sibbaldia emodi är en rosväxtart som beskrevs av Hiroshi Ikeda och H. Ohba. Sibbaldia emodi ingår i släktet dvärgfingerörter, och familjen rosväxter. Inga underarter finns listade i Catalogue of Life.